# Uxbridge, Massachusetts

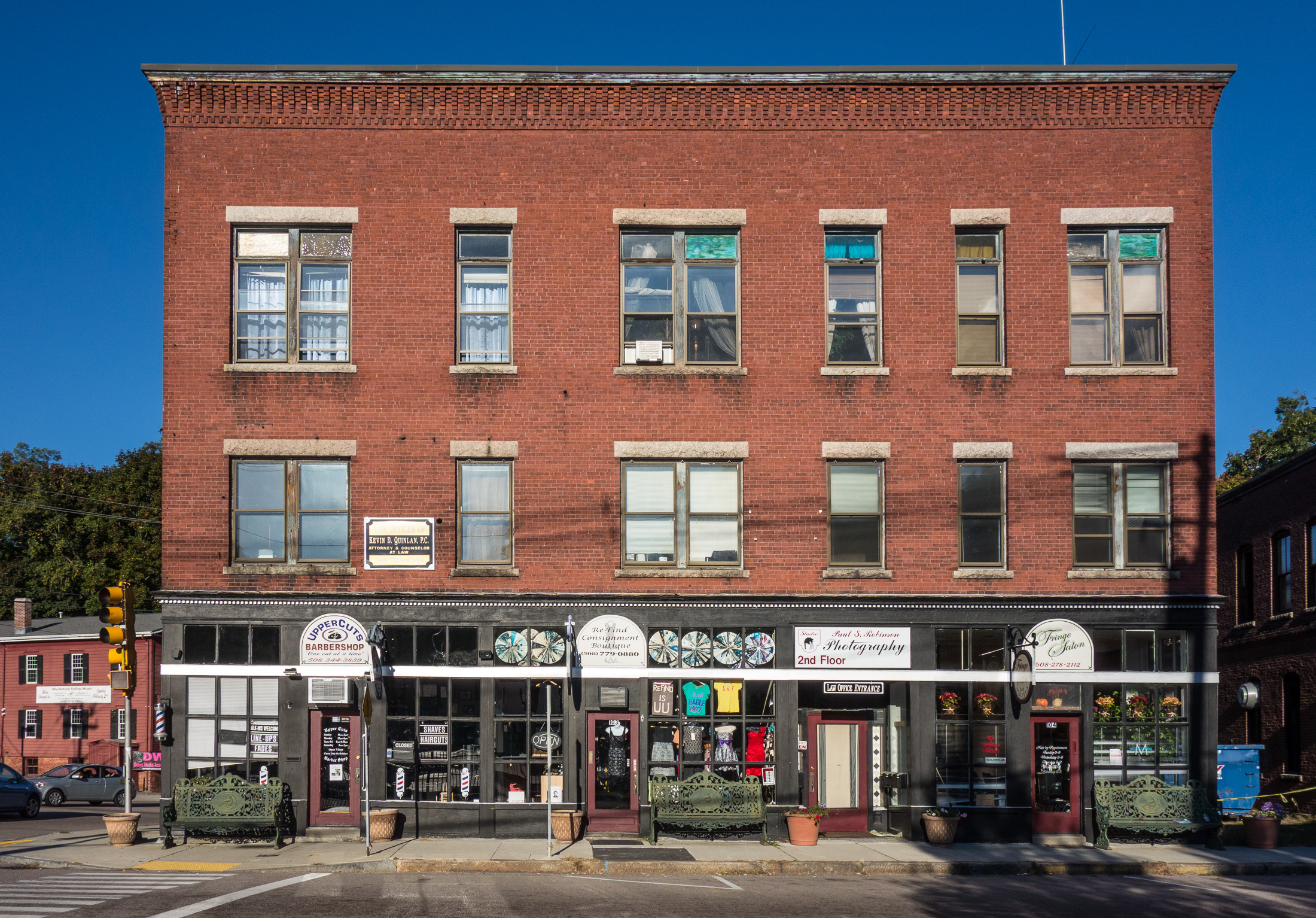
Taft Brothers Block, Uxbridge

Uxbridge este un oraș din comitatul Worcester, statul  Massachusetts,  Statele Unite ale Americii.  Populația localității în 2009 era de 13.247 de locuitori.

## Legături externe

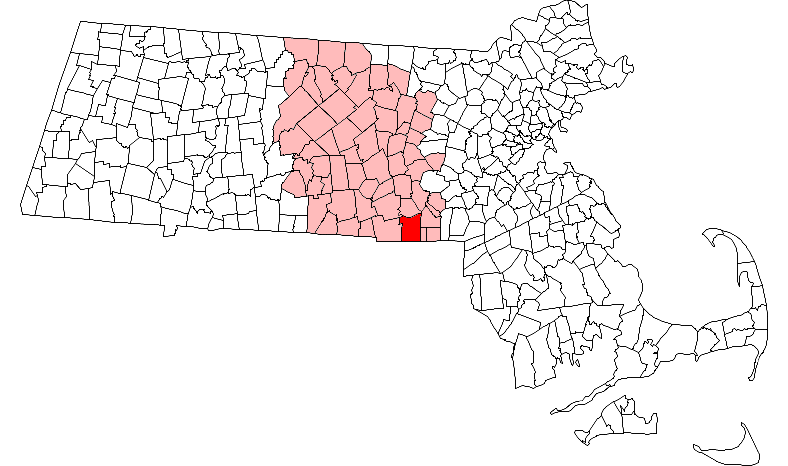
Uxbridge, oraş în comitatul Worcester, Massachusetts din Statele Unite ale Americii